# Merlin (Digitale Lehr- und Lernmedien)
Merlin (Medienressourcen für Lernen in Niedersachsen) bezeichnet den Medienkatalog des Landes Niedersachsen, der multimediale und didaktische Lehr- und Lernmedien für die Verwendung im Unterricht an niedersächsischen Schulen zum Download bietet.
Die Medien wurden im Rahmen des Konjunkturpakets II vom Land Niedersachsen in Kooperation mit den Landkreisen angeschafft und verfügen über eine weitreichende Lizenz, die eine problemlose Verwendung im Unterricht ermöglichen. Während Schulmedien-Verlage sonst eine sehr eingeschränkte Verwendung nur im direkten unterrichtlichen Zusammenhang zulassen, ist es z. B. gestattet, dass Filme aus dem Merlin-Katalog von Schülerinnen und Schülern bearbeitet werden.
Die niedersächsischen Schulen haben vom Kultusministerium Zugangsdaten erhalten, mit denen die Medien vom Niedersächsischen Bildungsserver (NiBiS) heruntergeladen oder online abgerufen (gestreamt) werden können.
Mittlerweile (seit Sommer 2013) gibt es teilweise Einschränkungen des Filmangebots auf bestimmte Landkreise. Grund dafür ist die Lizenzbeschaffung: Nur niedersächsische Landkreise, die sich an den Lizenzkosten beteiligen, erhalten Zugriff auf die angeschafften Medien.